# Gallatin (Texas)
Gallatin es una ciudad ubicada en el condado de Cherokee en el estado estadounidense de Texas. En el Censo de 2010 tenía una población de 419 habitantes y una densidad poblacional de 35,14 personas por km².

## Geografía
Gallatin se encuentra ubicada en las coordenadas 31°53′49″N 95°9′7″O / 31.89694, -95.15194. Según la Oficina del Censo de los Estados Unidos, Gallatin tiene una superficie total de 11.92 km², de la cual 11.92 km² corresponden a tierra firme y (0%) 0 km² es agua.

## Demografía
Según el censo de 2010, había 419 personas residiendo en Gallatin. La densidad de población era de 35,14 hab./km². De los 419 habitantes, Gallatin estaba compuesto por el 91.89% blancos, el 2.39% eran afroamericanos, el 1.91% eran amerindios, el 0.72% eran asiáticos, el 0% eran isleños del Pacífico, el 1.67% eran de otras razas y el 1.43% pertenecían a dos o más razas. Del total de la población el 6.68% eran hispanos o latinos de cualquier raza.